# Hazelight Studios
Hazelight Studios est une entreprise de développement de jeux vidéo basée à Stockholm, en Suède. Fondée par le réalisateur Josef Fares en 2014, la société est surtout connue pour développer des jeux multijoueurs coopératifs tels que A Way Out (2018), It Takes Two (2021) et Split Fiction (2025). Les trois jeux ont été édités par Electronic Arts au sein du label EA Originals.

## Historique

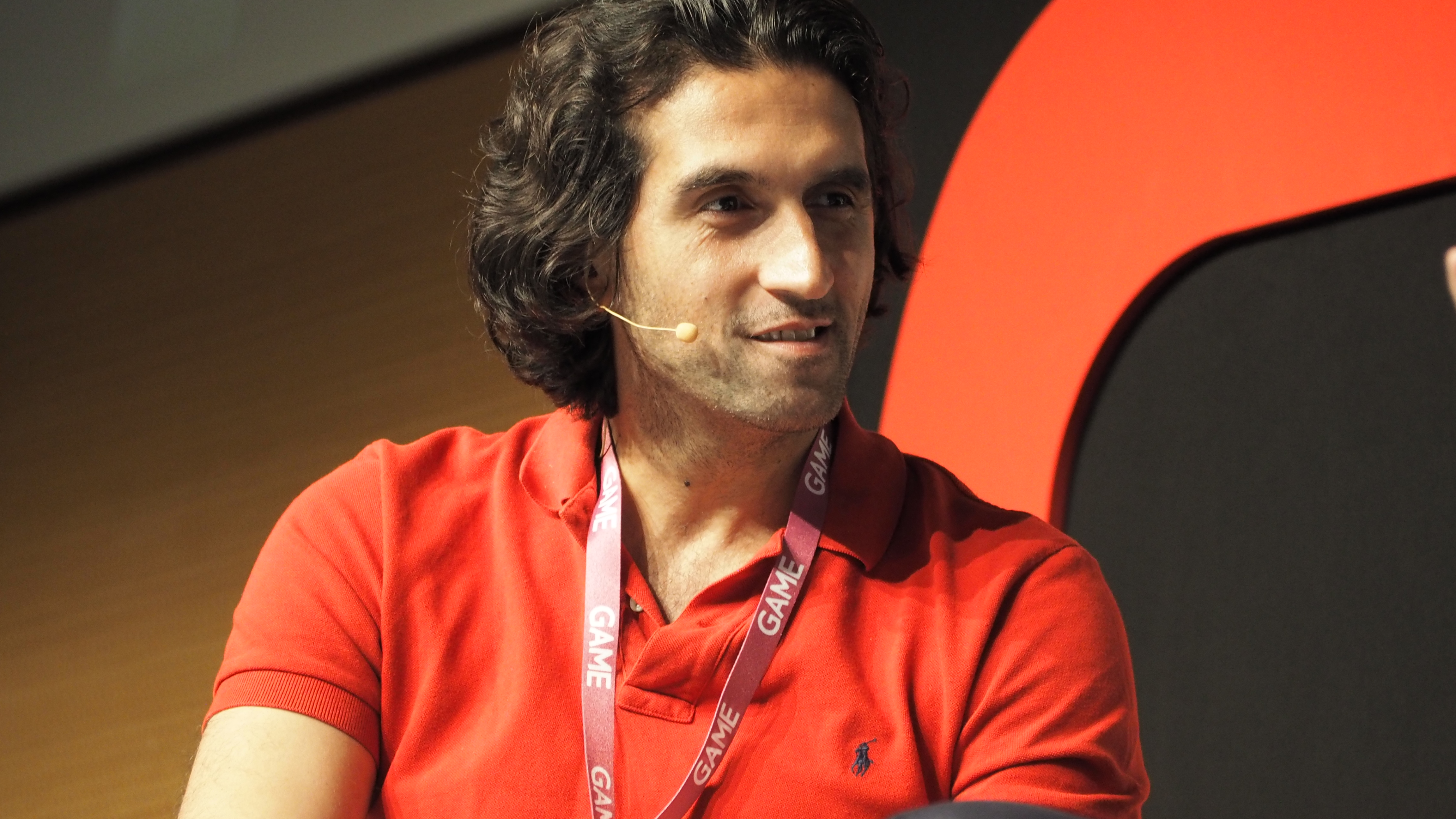
Josef Fares, fondateur et directeur créatif du studio.

Avant de fonder Hazelight, Josef Fares est réalisateur. Son premier projet de jeu vidéo était Brothers: A Tale of Two Sons de Starbreeze Studios, qui a été salué par la critique lors de sa sortie en 2013. À la suite du succès de Brothers, Fares a décidé de fonder une nouvelle entreprise de production de jeux vidéo basée à Stockholm, en Suède, avec pour objectif de créer un jeu mature et axé sur l'histoire. Il a été rejoint par l'équipe de développement de Brothers, qui comprenait Claes Engdal, Emil Claeson, Anders Olsson et Filip Coulianos. Le studio a été annoncé aux Game Awards 2014 par l'éditeur Electronic Arts, qui a également révélé qu'il éditerait le premier titre du studio. EA a autorisé Hazelight à partager un espace chez DICE afin qu'ils puissent se concentrer pleinement sur la création de leur jeu.
Le premier jeu de l'entreprise, A Way Out, a été annoncé par EA à l'E3 2017. Cela faisait partie d'EA Originals, l'initiative d'EA visant à soutenir les jeux indépendants. Le programme a permis à Hazelight de conserver un contrôle créatif total tout en recevant la plupart des bénéfices du jeu une fois les coûts de développement récupérés. EA a donné à l'équipe un budget de 3,7 millions de dollars. Le jeu est sorti en mars 2018 et a reçu des critiques généralement positives et s'est vendu à 1 million d'exemplaires en 2 semaines. Le studio s'est de nouveau associé à EA pour leur prochain titre, It Takes Two, un jeu de plateforme coopératif qui est sorti en mars 2021.

## Jeux
| Année | Titre         | Plateformes                                                                         | Éditeur         |
| ----- | ------------- | ----------------------------------------------------------------------------------- | --------------- |
| 2018  | A Way Out     | Windows, PlayStation 4, Xbox One                                                    | Electronic Arts |
| 2021  | It Takes Two  | Windows, PlayStation 4, PlayStation 5, Xbox One, Xbox Series X / S, Nintendo Switch | Electronic Arts |
| 2025  | Split Fiction | Windows, PlayStation 5, Xbox Series X / S, Nintendo Switch 2                        | Electronic Arts |